# Klikovače
Klikovače (cyr. Кликоваче) – wieś w Czarnogórze, w gminie Danilovgrad. W 2011 roku liczyła 426 mieszkańców.